# Nacionalismo liberal
El nacionalismo liberal; también conocido como el nacionalismo civil o nacionalismo cívico, es un tipo de nacionalismo identificado por los filósofos políticos que creen que puede existir una forma de nacionalismo que sea compatible con los valores liberales de la libertad, la tolerancia, la igualdad, los derechos individuales y el multiculturalismo. El nacionalismo liberal muestra diferencia con el nacionalismo étnico de los Estados nación, cuyos altos grados de cohesión social devienen de los consensos generados a partir de una larga historia compartida y ancestros comunes, formando un solo grupo étnico.
Aun así, los nacionalistas liberales a menudo defienden el valor de la identidad nacional al decir que los individuos necesitan una identidad nacional para llevar vidas significativas y autónomas, y que las organizaciones políticas necesitan la identidad nacional para funcionar correctamente, lo que demuestra que un estado cívico no triunfaría a través de una aplicación tan absoluta de sus principios.
También conocido por el término alemán Willensnation (literalmente: "nación por voluntad" o nación o estado basada en la voluntad política), la nacionalidad cívica es una identidad política construida alrededor de la ciudadanía compartida dentro de un estado determinado. Por lo tanto, una "nación cívica" no se define por el idioma o la cultura, sino por las instituciones políticas y los principios liberales, que sus ciudadanos se comprometen a defender. Todos los ciudadanos forman parte de la "nación" cívica, independientemente de su cultura o etnia, siempre que compartan dichos valores. Se utiliza para denotar un Estado que no es resultado de una "comunidad de origen o una nación de formación orgánica", como por ejemplo Alemania o Francia lo concebían, sino de un acto de voluntad política. Suiza, por ejemplo, es un país formado por varias comunidades lingüísticas y culturales, que a menudo se describe como Willensnation. Según el historiador suizo Georg Kreis, también la Unión Europea, aunque "probablemente nunca será un estado nacional", posee "la esencia de una nación fundada en la voluntad". 
Ernest Renan y John Stuart Mill suelen considerarse nacionalistas liberales tempranos. A menudo se considera que se originó con Jean-Jacques Rousseau y especialmente las teorías de contratos sociales que toman el nombre de su libro de 1762 Du Contrat Social (El contrato social).
Las naciones cívicas son a menudo (pero no siempre) ex-coloniales como los Estados Unidos, Canadá, Brasil y Argentina, en los cuales el nacionalismo étnico (Estado nación, al estilo de Islandia o Japón) es difícil construir a causa de la diversidad de las etnicidades en el estado. Una excepción notable es la India, donde el nacionalismo civil ha predominado debido a la diversidad sin paralelo de lingüística, religión y etnia.
Una vez dentro de una nación cívica, el siguiente debate que surge es si es más deseable fomentar un crisol de razas (donde todos los grupos se mezclan, mestizan y asimilan, como ocurrió en Estados Unidos), o si por el contrario es más deseable lograr un mosaico cultural (en donde los diferentes grupos puedan coexistir e incluso cooperar pero conservando cada uno su propia identidad e integridad étnica), como sucede en Canadá y sucedió durante muchos siglos en Europa (y aún sucede, por ejemplo en Suiza). Antiguamente, en los reinos europeos, antes de la formación de los estados nación, coexistían diversas poblaciones que, aún viviendo próximas unas de otras, conservaron su propia etnia, lengua y tradiciones.

## Controversias
Si bien se considera voluntaria la afiliación a la nación civil, como en la definición clásica de Ernest Renan de la nación como un "plebiscito diario" caracterizado por la "voluntad de convivir", la expresión esconde el proceso de selección de los inmigrantes que estos estados llevan a cabo, lo cual puede hacer que funcionen como clubes elitistas. Contrariamente, en los estados nación todos los nacionales tienen garantizado su lugar y representatividad por el solo hecho de ser miembros de esa nación.
En teoría, un estado cívico no tiene como objetivo promover una cultura sobre otra (si bien esto en la práctica no siempre se cumple, por ejemplo, Estados Unidos con el idioma inglés). Luego de la Segunda Guerra Mundial, el filósofo alemán Jürgen Habermas argumentaba que los inmigrantes a un estado liberal-democrático no necesitan asimilarse a la cultura anfitriona, sino que sólo aceptan los principios de la constitución del país (patriotismo constitucional). Esto parecía funcionar en Suiza, por ejemplo, donde se tenía la impresión de que culturas muy diferentes convivían en armonía. No obstante, con el correr de las décadas, los atentados terroristas llevados a cabo por el yihadismo demostraron que esas culturas que en Suiza podían convivir tan bien (germanófonos, francófonos, italianófonos, etc.) no son tan diferentes en el fondo, sino más bien en la forma (con un proceso de aculturación religiosa llevado a cabo muchos antes por el Imperio romano y el Sacro Imperio Romano Germánico, entre otros). Así, la apertura a grupos humanos con cosmovisiones realmente diferentes tras la SGM trajo sus sorpresas. Se vio que entonces no sólo existía la posibilidad de aceptar de manera abierta (o no) los principios liberales que exige una constitución, sino que también existe la posibilidad de cometer una "estafa". 
Los países percibidos como muy multiculturales, como Estados Unidos, son estados que han aplicado profundas políticas de asimilación cultural forzosa contra sus inmigrantes en el pasado (llegando en muchos casos incluso a cambiarles los apellidos, o combatir sus idiomas), por lo que el experimento no deja de arrojar resultados sesgados. Por otra parte, en la actualidad, la región que emite el mayor porcentaje de sus inmigrantes es Hispanoamérica, porción del mundo muy pacificada que ha sido sometida a un profundo proceso de aculturación cristiana por parte del Imperio español durante los siglos pasados, lo que ha creado una gran base de coincidencias idiosincrásicas con otras culturas de Europa. Teniendo esto en cuenta, los posibles resultados de implementar políticas aún más liberales con los inmigrantes de culturas realmente diferentes en Europa se desconocían.
Actualmente, dos países que en la práctica se acercan bastante a la realidad de los Estados nación, con poblaciones muy homogéneas, son Islandia y Japón. En tanto, Bélgica es un caso de estado que, aun habiendo alcanzado un alto grado de bienestar y riqueza económica, presenta continuas tensiones políticas e incluso propuestas de separatismo con base en la diversidad cultural de su población. La marginación política dentro del mosaico cultural, o el hecho de que otros grupos étnicos destaquen más o logren imponer su voluntad en votaciones libres con base en su superioridad numérica puede hacer que algunas comunidades no se sientan suficientemente representadas por las autoridades, sintiendo nostalgia por la autodeterminación, con miras a crear un verdadero Estado nación que represente sus propios intereses.